# Fracció de l'Exèrcit Roig
La RAF, sigles de Fracció de l'Exèrcit Roig (de l'alemany Rote Armee Fraktion), també coneguda amb el nom de Baader-Meinhof (pel cognom dels seus dos membres més significats: Andreas Baader i Ulrike Meinhof), fou una organització armada d'extrema esquerra de la República Federal d'Alemanya, activa durant la postguerra.

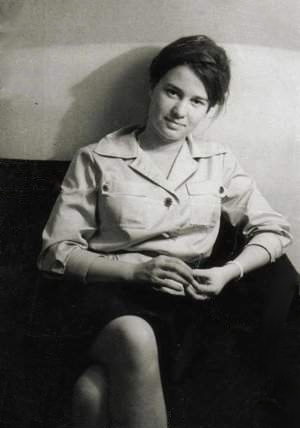
Ulrike Meinhof el 1964.

Els antecedents del grup es remunten a les protestes d'estudiants durant les acaballes de la dècada dels 1960. A Alemanya, les protestes van convertir-se en disturbis quan el 2 de juny del 1967 el Xa de l'Iran, Mohammad Reza Pahlavi, va visitar Berlín Oest. Després d'un dia de violentes protestes d'exiliats iranians, amb el suport d'estudiants alemanys, el Xa va acudir a l'Òpera de Berlín. Durant els esdeveniments després de la funció, l'estudiant alemany Benno Ohnesorg va morir per un tret al cap quan la policia disparava.
Aquest fet, juntament a altres actes i aldarulls durant més protestes i a l'ample rebuig a la Guerra del Vietnam, motivà la unió de Thorwald Proll, Horst Söhnlein, Gudrun Ensslin i Andreas Baader, que varen decidir incendiar diverses botigues alemanyes. Foren arrestats el 2 d'abril del 1968. Durant el judici, la periodista Ulrike Meinhof publicà diversos articles en favor seu a la revista política Konkret.
Mentrestant, l'11 d'abril de 1968, Rudi Dutschke, líder intel·lectual de les protestes d'estudiants, va rebre un tret al cap, tot i que va sobreviure. L'atacant fou Josef Bachmann, un obrer d'idees anticomunistes. Els estudiants consideraren que el principal culpable era el diari sensacionalista Bild-Zeitung, que havia publicat titulars en contra de Dutschke. Per tant, la premsa conservadora, com la corporació Axel Springer, que editava el Bild-Zeitung, va esdevenir el nou objectiu dels protestants d'ultra-esquerra. Fou la primera generació de la RAF (1969-1974). Es va donar a conèixer públicament el 14 de maig de 1970, quan Andreas Baader va ser alliberat per un comando. Llavors va començar una lluita contra l'imperialisme i el capitalisme per part del grup, sempre força reduït, però que va gaudir del suport i la simpatia dels estudiants d'esquerres del país. Ulrike Meinhof fou capturada el 1972 a Langenhagen, va ser condemnada en audiències preliminars a 8 anys de presó i sofrí una agressiva política penitenciària, i la van trobar morta en la seva cel·la el 9 de maig de 1976 penjada del sostre. El govern alemany va mantenir que s'havia suïcidat, tesi confirmada per una comissió d'investigació.
La segona generació (1974-1976), liderada per Siegfried Haag fou més professional i mortífera, realitzant segrests i intents d'assassinat per ajudar a alliberar els seus camarades, fet que va generar el judici ràpid dels líders a la presó que van ser condemnats l'abril de 1977 a cadena perpètua per diversos assassinats, atemptats, robatoris a bancs i haver format part d'una organització armada. L'èxit del segrest de Peter Lorenz dut a terme pel Moviment 2 de Juny el 24 d'abril de 1975 va provocar la presa d'ostatges a l'ambaixada d'Alemanya Occidental a Estocolm per membres de la RAF i dos dels ostatges van ser assassinats perquè el govern alemany sota el canceller Helmut Schmidt es va negar a cedir a les seves demandes i Ulrich Wessel i Siegfried Hausner, membres de l'escamot, van morir per la detonació dels explosius que van posar, i la resta de membres foren deportats a Alemanya Occidental. El 21 de desembre de 1975 militants de l'organització van fer una incursió a la seu oficial d'Organització de Països Exportadors de Petroli a Viena amb Ilich Ramírez Sánchez conegut com a "Carlos el Chacal", i rebre un avió per fugir a Alger amb 42 ostatges, que foren alliberats a Alger. El 18 d'octubre de 1977 va acabar la tardor alemanys, dirigida per Brigitte Mohnhaupt, quan van trobar Andreas Baader i Jan-Carl Raspe morts a les respectives cel·les per ferides de bala, cada un amb una pistola petita, mentre que Gudrun Ensslin va aparèixer penjada del sostre i Irmgard Möller va ser trobada amb greus ferides d'arma blanca al pit, però va sobreviure.
La tercera generació (1979-1993), liderada per la parella formada per Birgit Hogefeld i Wolfgang Grams no es va preocupar per la imatge pública i va incrementar el grau de violència. La tercera generació fou la que tingué més llaços amb els grups armats internacionals i va expandir els atacs a centres de l'OTAN i la indústria militar, i va espiar per al Pacte de Varsòvia. Un dels seus escamots va prendre el nom de José Manuel Sevillano Martín, militant del GRAPO mort en 15 de maig de 1990 en una vaga de fam a una presó espanyola. L'atac amb bomba contra la presó de Weiterstadt en 27 de març de 1993 fou la darrera acció del grup, Hogefeld i Grams havien de ser arrestats per una unitat GSG 9 a Bad Kleinem en 1993, però en l'operació Michael Newrzella, membre de la unitat antiterrorista encarregada de l'arrest, i Grams van resultar ferit mortalment.
El grup no es va dissoldre formalment fins al 1998, després de quatre generacions, tot i que ja l'any 1977 els seus dirigents van morir a una presó a Stammheim. Les accions de la RAF van acabar produint un total de 34 víctimes mortals, mentre que 20 membres del mateix grup van perdre la vida.
El 1999, Burkhard Garweg, Ernst-Volker Staub i Daniela Klette van ser els principals sospitosos d'haver robat 1 milió de marcs alemanys d'un vehicle blindat a Duisburg, i estan associats a diversos robatoris als anys 2000 i 2010: a Bochum-Wattenscheid (27/12/2006), Wolfsburg (28/12/2006), Cremlingen (25/06/2016) i Stuhr (06/06/2015). Daniela Klette, que va participar en l'atac amb bomba contra la presó de Weiterstadt en 1993, la darrera acció del grup, fou detinguda en 2024 a Berlín.